# Église Saint-Vincent de Saint-Vincent-sur-Jard
Pour les articles homonymes, voir Église Saint-Vincent.
L'église de Saint-Vincent-sur-Jard est une église de style roman se trouvant en Vendée. Dédiée à Saint Vincent, elle fait partie des plus anciennes églises vendéennes encore debout. Elle est aussi réputée pour avoir un lien avec Richard Cœur de Lion.

## Historique
La première église dont des vestiges sont encore visibles date du XIe siècle, et la nef, couverte de lambris, date de cette époque, ce qui en fait la partie la plus ancienne de l'église. Le chœur et le clocher ont été élevés au XIIe siècle. Ce clocher fut construit à la fin du XIIe siècle, à la demande de Richard Cœur de Lion, sur les bases d'un ancien donjon du IXe siècle.
Lors des Guerres de Religion, on pense que l'église de Saint Vincent a été incendiée en 1568 par les Huguenots, en même temps que l'église Sainte Radégonde de Jard.

## Architecture

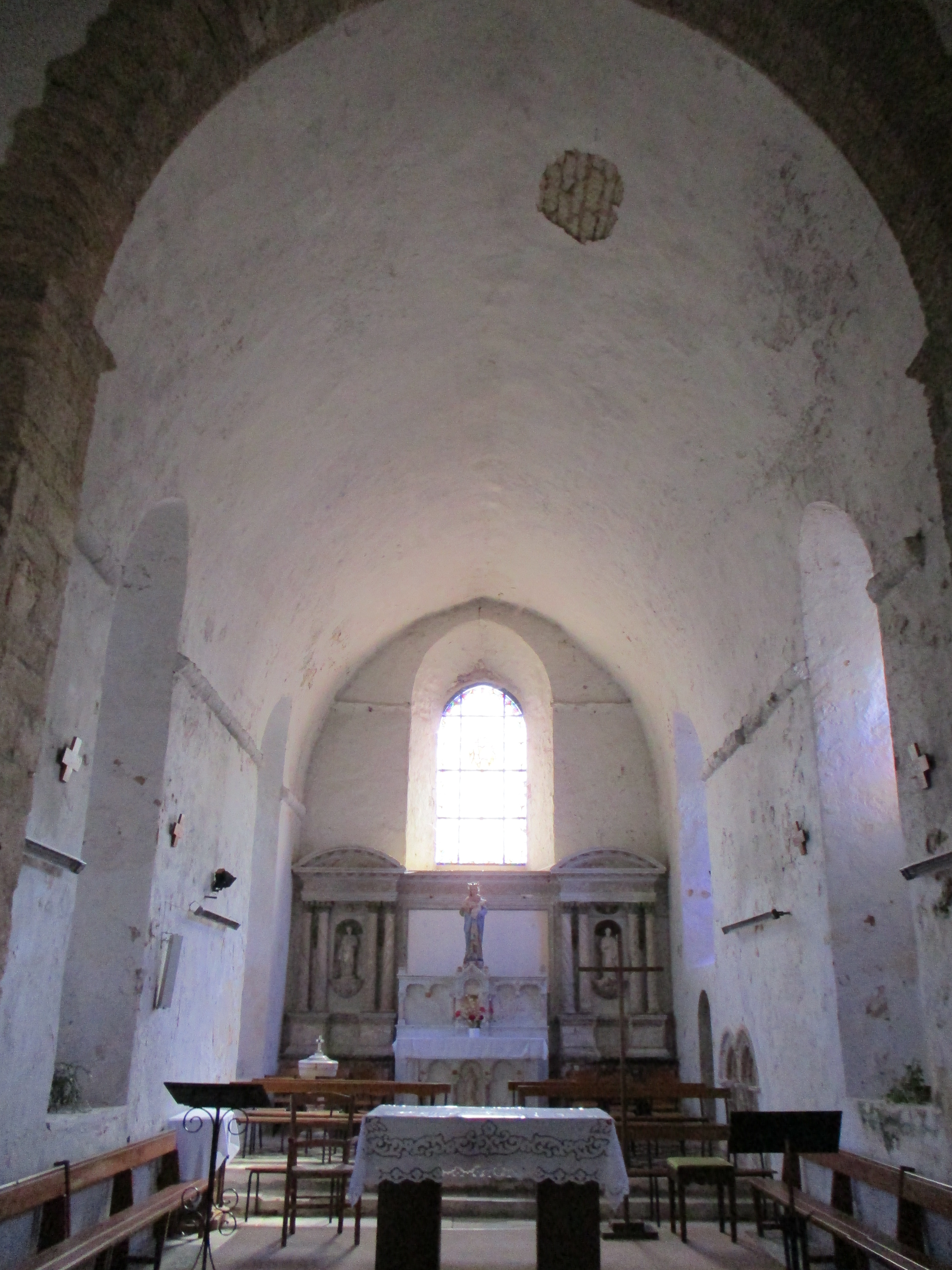
Le chœur du début du XIIe siècle.

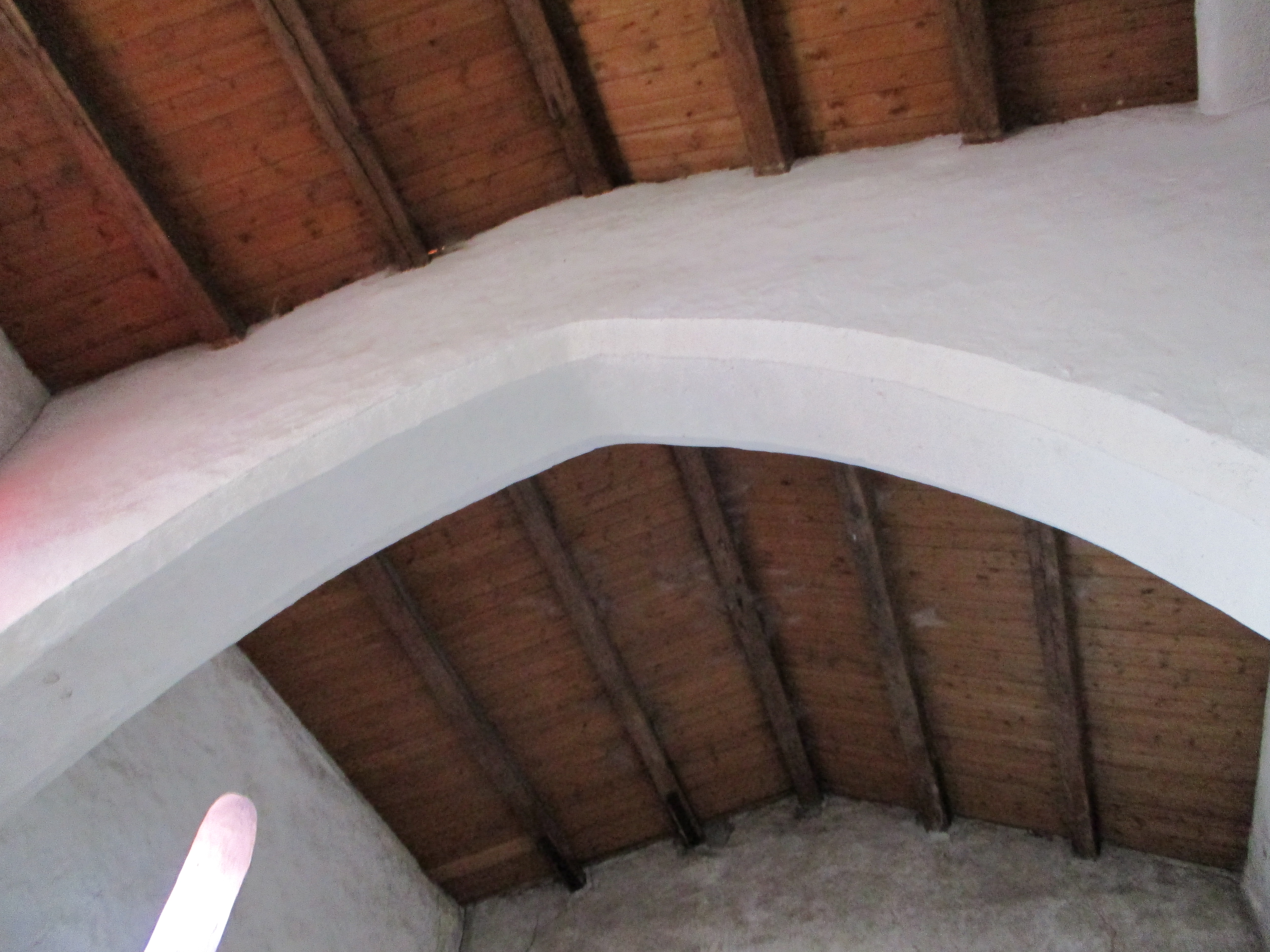
Arc-diaphragme et charpente de la nef du XIe siècle.

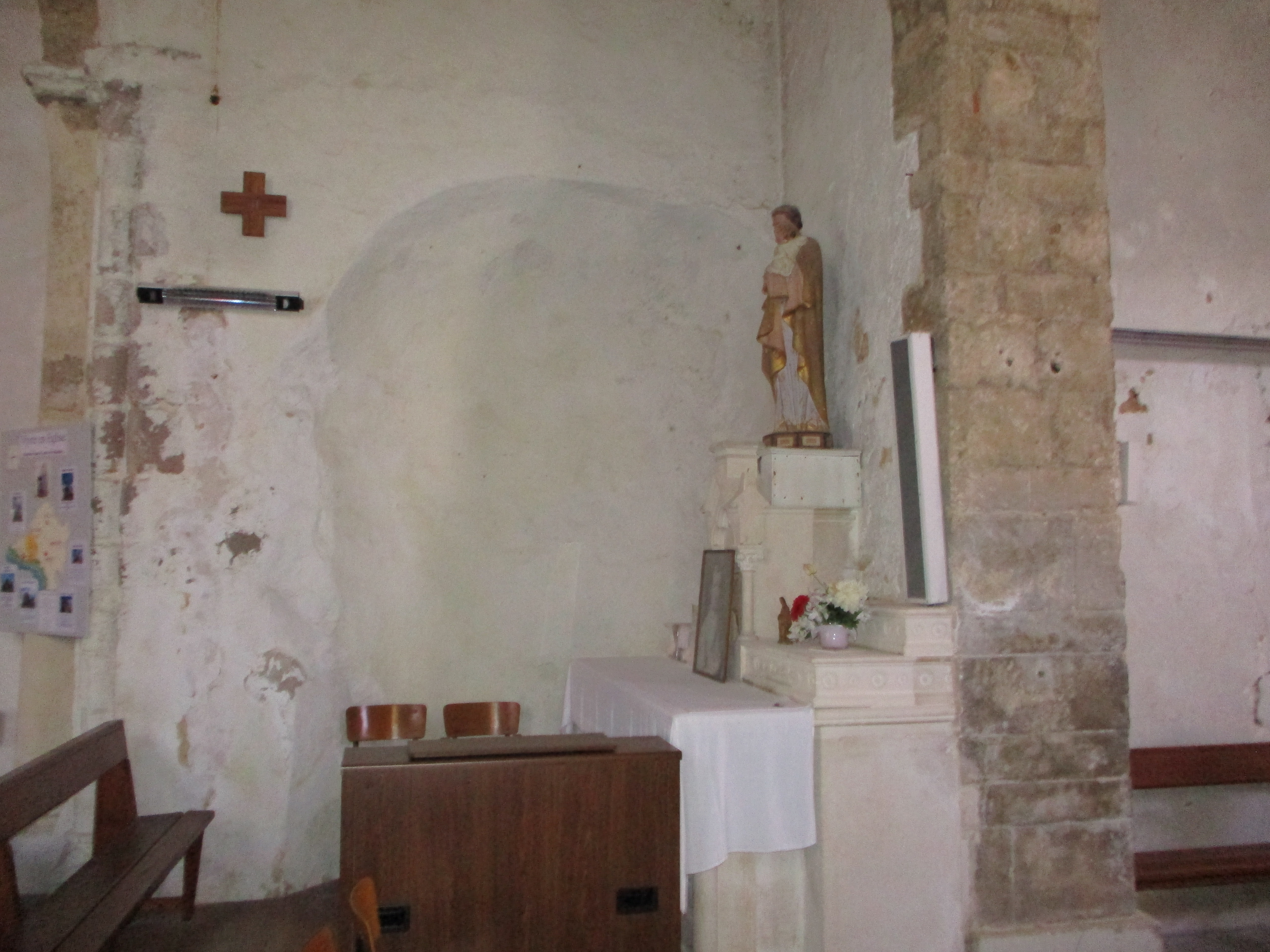
La niche nord, juste dans le coin précédant le chœur.

Sur l'église actuelle, on peut distinguer trois campagnes de travaux, une au XIe siècle correspondant à la nef, une autre au début du XIIe siècle correspondant au chœur, et une dernière de la fin du XIIe siècle correspondant à la tour du clocher.
La nef est un simple bâtiment rectangulaire, qui fut construit au XIe siècle, et qui possédait à l'origine trois baies cintrées sur chaque grande façade( nord et sud) qui étaient surmontées d'arcs en plein cintre à claveaux cunéiformes. L'est de la nef devait se terminer par une abside, détruite pour construire le chœur actuel au début du XIIe siècle. La nef est couverte d'une charpente en bois apparente. Il n'y a  probablement jamais eu de voûte en pierre, mais un arc-diaphragme a été rajouté plus tard.Le pignon occidental n'est pas du XIe siècle, ce dernier a probablement été détruit au XVIe siècle et un nouveau pignon a été reconstruit au XIXe siècle. La particularité de la nef de cette église réside en deux niches juste avant l'arcature du chœur, une au nord et une au sud. Cette disposition est plus courante en Espagne, mais rare en France, et peut-être unique en Poitou.
Le chœur, lui, est une reconstruction du début du XIIe siècle. On peut imaginer qu'il remplace une abside qui fut jugée trop petite. Ce chœur est formé d'un vaisseau terminé d'un chevet plat, et le tout couvert d'une voûte en berceau brisé, précédé d'un arc-doubleau également brisé et faisant jonction avec la nef. Elle avait quatre fenêtres qui l'éclairaient, seulement trois sont d'origine et encore présentes. La grande baie du chevet a été réduite en hauteur, la partie basse ayant été murée pour installer le retable. 
Peu de temps après la reconstruction du chœur, a dû être décidée la construction d'une tour de clocher flanquant l'église au nord, soit vers la fin du XIIe siècle. Ces travaux sont généralement attribués à Richard Cœur de Lion, bien qu'aucune preuve ne le certifie. Le mur nord de l'église fut alors percé d'une grande ouverture encadrée d'un arc brisé à double-rouleau reposant sur des colonnes engagées. Cette arcade permettait d'accéder à une travée supplémentaire, surmontée du clocher proprement dit. Cette travée est couverte d'une coupole de style gothique angevin.